# دهستان راهب
راهب، دهستانی است از توابع بخش مرکزی شهرستان کبودراهنگ در استان همدان ایران.

## جمعیت
براساس سرشماری سال ۱۳۸۵ جمعیت آن ۱۳٬۶۲۶ نفر (۳٬۷۸۰ خانوار) بوده‌است.